# コマンド迫撃砲

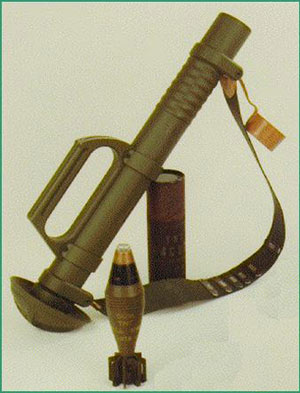
オーストリアのM6C-210

コマンド迫撃砲（英語: commando mortar）は、脚が無く、砲身を手で支えて発射する軽迫撃砲。把操迫撃砲（はそうはくげきほう）とも称され、また簡単な脚と照準器を付けたものもある。
命中率と射程を犠牲にして、携帯性と迅速な展開を優先して設計された小型軽量の歩兵用迫撃砲である。多くの場合、限定的な照準装置しか持たず、小型軽量で歩兵一人で運搬・運用できるように設計が簡素化されている。

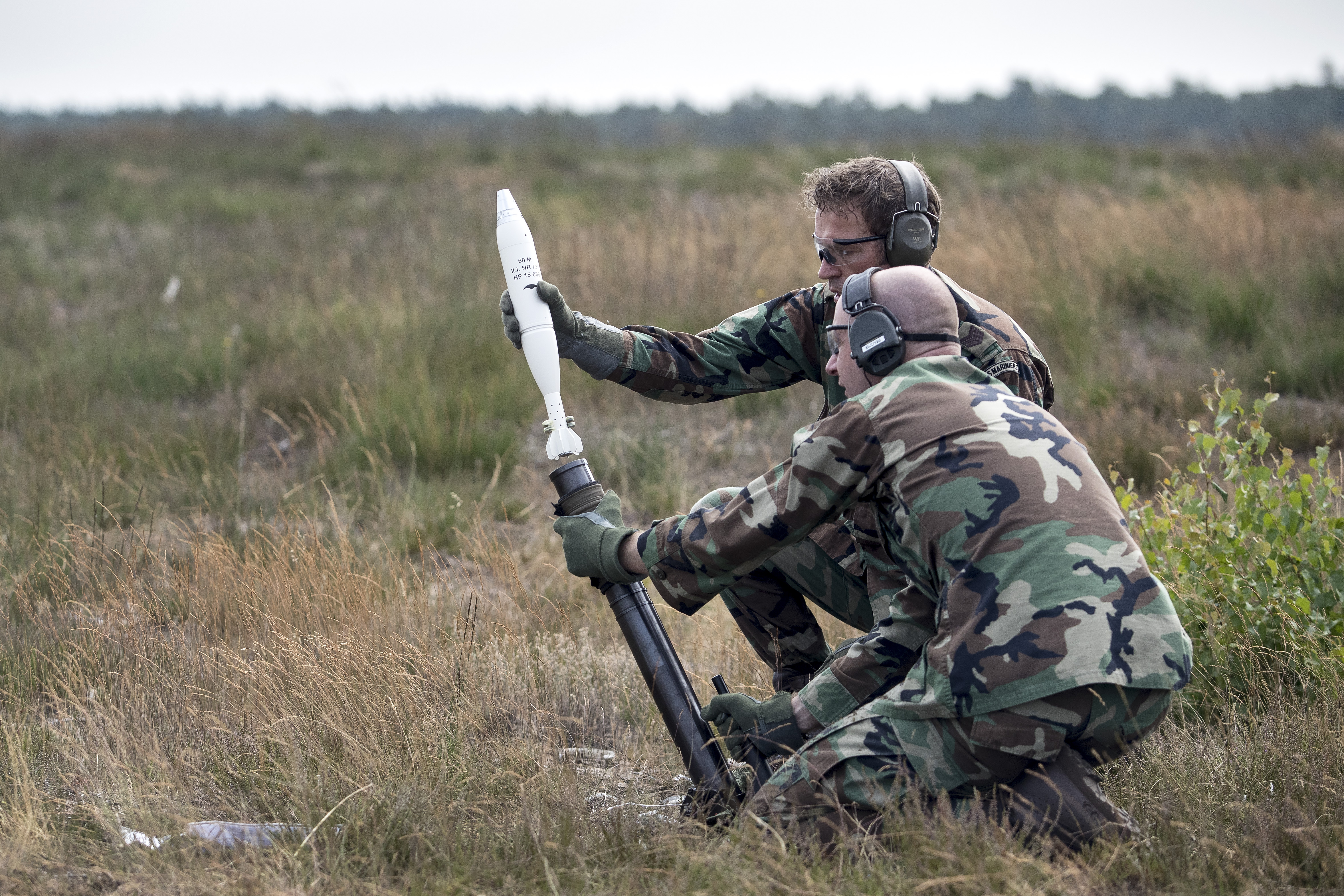
オランダ海兵隊M6迫撃砲

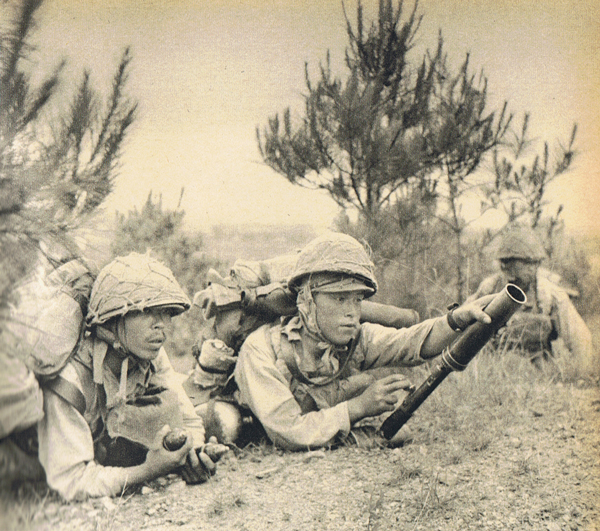
日本軍八九式重擲弾筒

## 運用国および形式
- 大日本帝国: 十年式擲弾筒、八九式重擲弾筒 50mm, 第二次世界大戦[2]
- ソビエト連邦: 37mm軽迫撃砲 37mm, 第二次世界大戦[3]
- オーストリア: M6C-210 60mm、現役配備[4]
- アイルランド: デネル・ランド・システムズ（英語版） M-1 60mm コマンドモーター[5]
- 南アフリカ共和国: デネル・ランド・システムズ（英語版） M-4 60mm コマンドモーター（英語版）[6]
- イラン: 防衛産業機構 (DIO)（英語版） 37mm マーシュモーター（英語版）[7]、HADID 60 mm HM12／HM13迫撃砲[8]
- イギリス: L9A1 51mm 軽迫撃砲[9]
- フランス: LGI Mle F1 51mm迫撃砲[10]
- ポルトガル: INDEP（英語版） M/968 60mm迫撃砲
- ユーゴスラビア: M70 60mm迫撃砲
- ミャンマー: ミャンマー防衛産業局（英語版）BA-100 60mm迫撃砲、MA-9 60mm迫撃砲
- イスラエル: ソルタム・システムズ C03 60mm迫撃砲
- スペイン: ECIA（英語版） 60mm迫撃砲
- ペルー: DC-M37C1 60mm迫撃砲
- トルコ: MKEK（英語版） 60mmコマンドモーター[11]
- オランダ: M6C-640（英語版） 60mm迫撃砲
- タイ: タイ王国陸軍 60mm 迫撃砲 WPC A3 (Commando)
- ジョージア: STCデルタ（英語版） GNM-60 ムクドロ 60mm迫撃砲（英語版）[12]
- チェコ: LRM vz. 99 ANTOS 60mm迫撃砲[13]